# 阿瓜什维瓦什
阿瓜什维瓦什是葡萄牙布拉干萨区的一个堂区。总面积500平方公里，总人口458人，人口密度0.916人/平方公里。